# Valsamoggia
Valsamoggia ( Valsamûż em dialeto bolonhês ) é um município italiano disperso de 31.987 habitantes da cidade metropolitana de Bolonha, na região da Emilia-Romagna .
Foi criado em 1° de janeiro de 2014 com a fusão dos municípios de Bazzano, Castello di Serravalle, Crespellano, Monteveglio e Savigno, já integrados na União dos municípios do Vale del Samoggia. A sede municipal fica no município de Bazzano .
Faz parte da cidade metropolitana de Bolonha, sendo o segundo maior município italiano em área (precedido apenas por Ímola ), e o quinto em número de habitantes. É também o município disperso mais populoso da Emilia Romagna, baseado no número de residentes.
Em número de habitantes, é o segundo maior município fundido já criado na Itália desde que o processo de fusão foi estabelecido, regulamentado pela lei consolidada das autoridades locais em 2000. Deixou de ser o maior município da Itália em relação a sua área em 1° de janeiro de 2016, com a criação do Município de Ventasso nos Apeninos de Reggio Emilia.
Valsamoggia nasceu por consequência do referendo consultivo de 25 de novembro de 2012. Na ocasião, os cidadãos dos cinco municípios envolvidos manifestaram-se favoráveis à fusão, com uma maioria de 51,5%, embora nos municípios de Bazzano e Savigno a maioria dos eleitores se tenha manifestado contra este projeto.

## Geografia física
Valsamoggia está localizada na cidade metropolitana de Bolonha, à oeste da capital em direção à região de Modena . Seu território é geralmente acidentado, incluindo também a área de planície do sopé, onde estão localizados os municípios de Bazzano e Crespellano. A área é caracterizada por uma intensa urbanização, que no entanto não suprimiu as atividades agrícolas tradicionais e a pecuária intensiva. A área do sopé é altamente industrializada. Valsamoggia está totalmente incluída na bacia hidrográfica da torrente Samoggia, um afluente do rio Reno .

## História

### Símbolos
O brasão e a bandeira do município de Valsamoggia foram concedidos por decreto do Presidente da República de 17 de abril de 2015.
A bandeira é um pano vermelho.

## Monumentos e locais de interesse

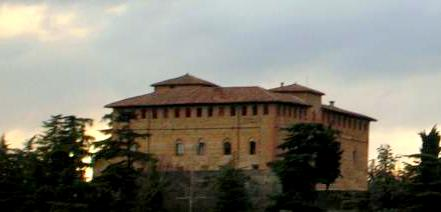
A Fortaleza de Bentivoglio em Bazzano

O MiBACT lista 83 patrimônios arquitetônicos protegidos no município, aos quais se somam aqueles sem proteção.

### Arquitetura religiosa

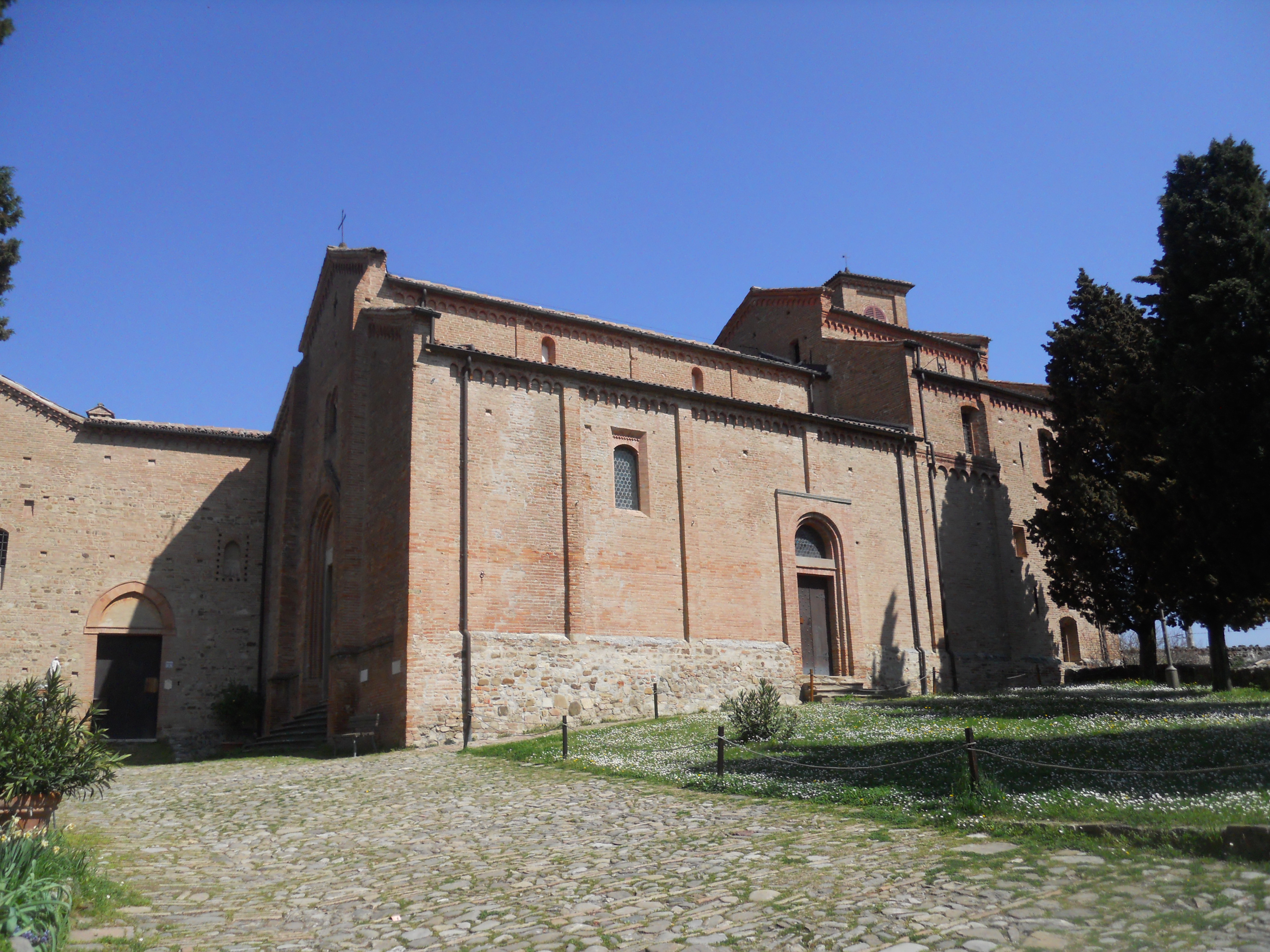
A Igreja de Santa Maria Assunta localizada no complexo da Abadia de Monteveglio

- Igreja de Santo Stefano Protomártir de Bazzano
- Santuário da Santíssima Virgem do Carmim (chamada "della Sabbionara") de Bazzano
- Oratório de Santa Maria del Suffragio de Bazzano
- Capela da Madonna del Rivellino e Via Sacra de Bazzano
- Igreja de Sant'Apollinare di Castelletto (Castelo Serravalle)
- Igreja de San Giovanni Battista di Maiola (Castelo Serravalle)
- Igreja de San Michele Arcangelo di Tiola (Castelo Serravalle)
- Igreja de Santa Maria Assunta de Fagnano (Castelo Serravalle)
- Igreja de San Francesco (conhecida como "del Confortino") em Crespellano
- Igreja de Santa Maria Nascente de Pragatto (Crespellano)
- Santuário da Santíssima Virgem de Passau di Pragatto (Crespellano)
- Igreja de San Nicolò di Calcara (Crespellano)
- Igreja de San Savino Bispo e Mártir de Crespellano
- Oratório de São Francisco e Villa Pedrazzi (Crespellano)
- Igreja de Sant'Andrea em Corneliano di Montebudello (Monteveglio)
- Abadia de Santa Maria Assunta de Monteveglio
- Igreja de San Paolo di Oliveto (Monteveglio)
- Igreja de San Cristoforo em Vedegheto (Savigno)
- Igreja do Santíssimo Salvatore di Rodiano (Savigno)
- Igreja de San Biagio em Savigno
- Igreja de São Próspero em Savigno
- Igreja de Santa Maria Assunta em Merlano (Savigno)
- Santuário da Santíssima Virgem de Croce Martina di Rodiano (Savigno)
- Igreja de San Matteo em Savigno

- A aldeia de Monteveglio
- A Fortaleza de Bentivoglio em Bazzano
- A aldeia de Serravalle
- As "10 vilas" de Crespellano
- O Castelo (Fortaleza, Torre do Relógio, muralhas envolventes, etc.), em Bazzano
- Antigo matadouro, em Bazzano
- Villa Giulia e acessórios, em Bazzano
- Villa Diana e acessórios, em Bazzano
- Edifício dos viajantes e acessórios da estação Bazzano
- Villa Pedrini, em Bazzano
- Villa Gessa e acessórios, em Bazzano
- Palazzo Osti, em Bazzano
- Villa Tanari com parque e acessórios, em Bazzano
- Prefeitura de Bazzano
- Cemitério municipal de Bazzano
- Abrigo antiaéreo, em Bazzano

### Sítios arqueológicos
- Restos de um assentamento da Idade do Bronze

### Áreas naturais
- Parque Regional da Abadia de Monteveglio

## Sociedade

### Evolução demográfica
Os estrangeiros residentes no município são 3.363, representando 11,42% da população Abaixo estão os maiores grupos:
1. Marrocos, 783
2. Romênia, 591
3. Albânia, 447
4. Gana, 229
5. Tunísia, 185
6. Ucrânia, 76

Além da língua italiana, uma variante local particular do dialeto bolonhês, pertencente à família dos dialetos bolonheses rústicos ocidentais, é difundida em Valsamoggia, especialmente entre a população mais idosa. A única exceção é a área de Savigno onde, devido à influência dos Apeninos, o dialeto bolonhês da montanha é predominantemente falado.

## Cultura
A principal organização cultural de Valsamoggia é a Fundação Rocca dei Bentivoglio com sede no castelo de mesmo nome.

### Escolas
Valsamoggia abriga três escolas estaduais abrangentes:
- Instituto Integral Bazzano-Monteveglio[12]
- Instituto Integral Crespellano[13]
- Instituto Integral do Castelo Serravalle e Savigno[14]

### Arquivos
- Arquivo histórico municipal de Bazzano (século IX - 1970)
- Arquivo histórico municipal de Castello di Serravalle (século XIX/início - 1970)
- Arquivo histórico municipal de Crespellano (séc. XIX/início - 1970)
- Arquivo histórico municipal de Monteveglio (século XX/segunda metade - 1970)
- Arquivo histórico municipal de Savigno (1813-1970)

### Bibliotecas
- Biblioteca Municipal de Savigno[15]
- Biblioteca Municipal de Castello di Serravalle em Castelletto[15]
- Biblioteca Municipal Crespellano[16]
- Biblioteca Municipal 'M. Zagnoni' de Monteveglio
- Biblioteca Intermunicipal de Mídia Bazzano[17]

### Museus
- Museu Arqueológico Cívico Arsenio Crespellani, em Bazzano
- Ecomuseu das colinas e do vinho, em Castello di Serravalle

### Teatros
- Teatro Temperie de Calcara
- Teatro Ariette de Castello di Serravalle
- Teatro Municipal "Franco Frabboni" de Savigno

### Festas e festivais
Existem inúmeras celebrações e festivais que acontecem anualmente no território de Valsamoggia. Cada um dos 5 antigos municípios segue há anos um calendário bem definido de eventos tradicionais e festas populares. Entre as iniciativas mais importantes estão:
- O Outono Bazzanês é um encontro de eventos com duração quinzenal que inclui exposições, mercados, concertos, espetáculos, desporto, gastronomia e vinhos, que se realiza em Bazzano a partir da segunda semana de setembro.
- O Carnaval Infantil Bazzano que acontece a cada dois últimos domingos de carnaval.
- O Festival Medieval de Monteveglio, uma reconstituição histórica de três dias que acontece durante a primeira semana de junho.
- O Funeral de Saracca di Oliveto. É uma celebração antiga e bizarra de estilo carnavalesco que acontece durante o período da Quaresma.
- O Festival del Gnocco Fritto [sic] que acontece no Castello di Serravalle todos os anos em outubro durante 3 finais de semana
- A Feira das Trufas, renomada festa que acontece nos três primeiros domingos de novembro em Savigno.

## Infraestrutura e transporte

### Estradas
A principal estrada que atravessa Valsamoggia é a antiga " estrada estadual Vignola 569 " (agora sob jurisdição provincial), que no jargão é simplesmente chamada de "Bazzanese" . A principal via de comunicação no sentido norte-sul é a estrada provincial 27 Valle del Samoggia .
Desde novembro de 2016 o Município de Valsamoggia está diretamente ligado à autoestrada A1 Milão-Nápoles com a inauguração da portagem com o mesmo nome. Desde 2019 existe uma variante da SP 569, a Nuova Bazzanese, que permite contornar os centros de Crespellano, Muffa e Bazzano.

### Ferrovias
Valsamoggia possui quatro estações ferroviárias que fazem parte da ferrovia Bolonha-Vignola :
- Estação Bazzano
- Estação de Muffa
- Estação Crespellano
- Via estação Lunga

O Hospital "Don G. Dossetti" está localizado em Bazzano, o único centro de saúde hospitalar presente em todo o distrito de Casalecchio di Reno da AUSL de Bolonha

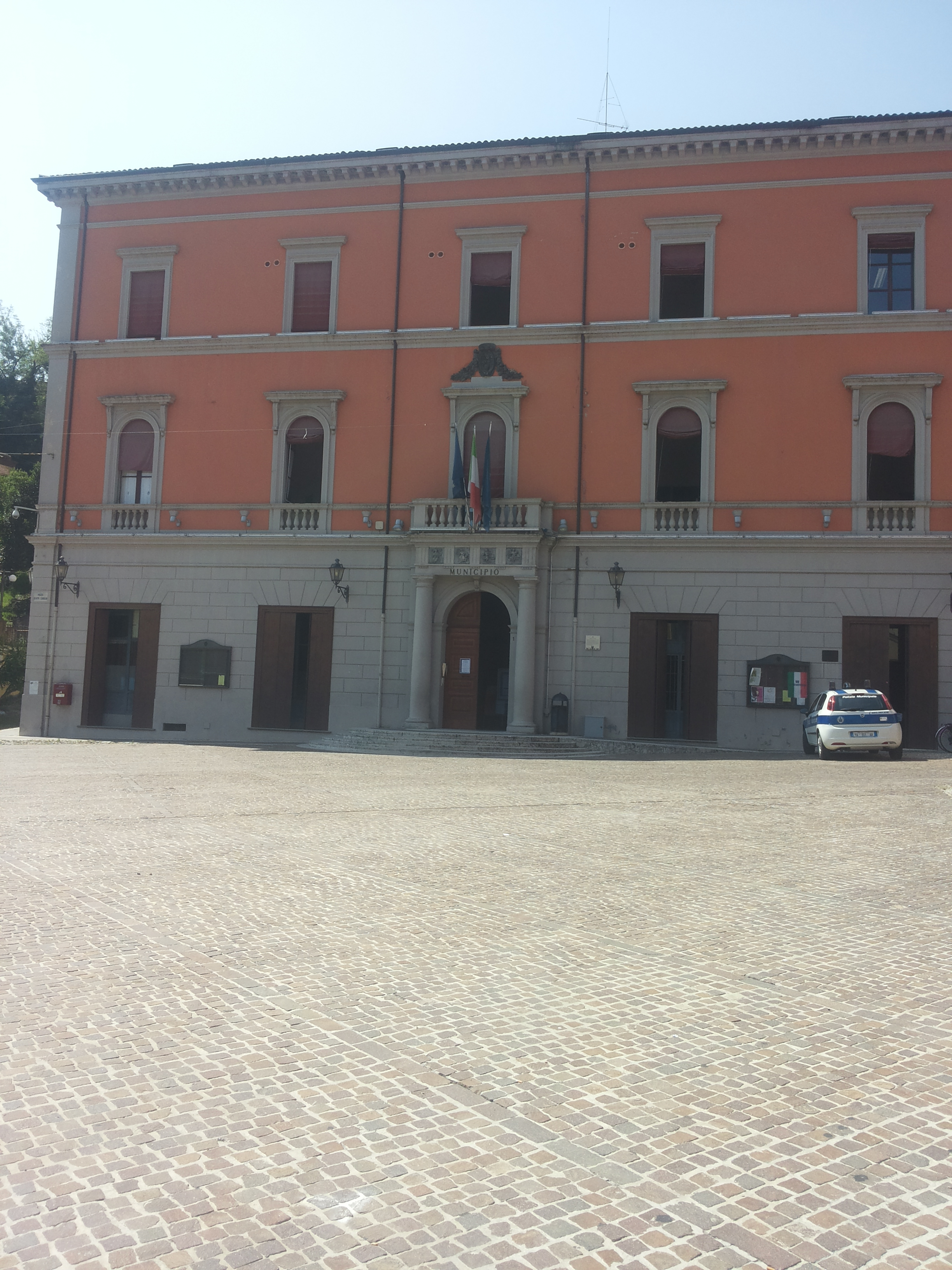
O município de Bazzano, sede do Município de Valsamoggia

O município é dividido administrativamente em cinco municípios que correspondem geograficamente aos territórios dos cinco antigos municípios: Bazzano, Crespellano, Monteveglio, Castello di Serravalle, Savigno. Apesar de serem estruturas descentralizadas da administração municipal, cada município tem o seu conselho e o seu Presidente. Os conselhos são eleitos diretamente pelos cidadãos, simultaneamente com a eleição da Câmara Municipal e do seu Presidente. De acordo com o estatuto do Município de Valsamoggia, enquanto órgãos representativos diretos dos cidadãos, é garantido aos conselhos municipais o exercício de um papel político proativo e consultivo.

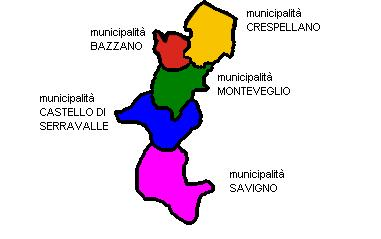
A subdivisão administrativa de Valsamoggia

Bandeira Municipal

| prefeito         | Corresponder             | Corresponder             | aliança                  | aliança                  | Mandato               | Mandato                                 | Eleição                                 |
| prefeito         | Corresponder             | Corresponder             | aliança                  | aliança                  | Começar               | fim                                     | Eleição                                 |
| ---------------- | ------------------------ | ------------------------ | ------------------------ | ------------------------ | --------------------- | --------------------------------------- | --------------------------------------- |
| Andrea Gambassi  | Comissário da Prefeitura | Comissário da Prefeitura | Comissário da Prefeitura | Comissário da Prefeitura | 1º de janeiro de 2014 | 26 de maio de 2014                      | -                                       |
| Daniele Ruscigno |                          | Partido Democrata        |                          | PD- Lista Cívica         | 26 de maio de 2014    | 27 de maio de 2019                      | <small id="mwAV0">Eleições 2014</small> |
| Daniele Ruscigno |                          | Partido Democrata        | PD- listas cívicas       | 27 de maio de 2019       | no cargo              | <small id="mwAWk">Eleições 2019</small> |                                         |

## Esporte

### Basquetebol
- Bazzano Basket BBK ativo no Campeonato Amador da UISP
- Savigno Truffles Campeões da Liga Europa 2016/2017 disputando o campeonato amador da UISP

### Futebol
Existem vários times de futebol baseados em Valsamoggia.
Entre os mais importantes estão times da Liga Nacional Amadora:
- ACD Castellettese competindo no Campeonato da Primeira Divisão
- US Bazzanese Calcio 1923 Militante ASD no Campeonato da Segunda Divisão
- ASD Calcara Samoggia disputando o Campeonato da Segunda Divisão
- POL. D. Crespo Calcio militante no Campeonato Segunda Divisão e Terceira Divisão (como Crespo Calcio Sq.B)

Amadores UISP
Amadores de CSI
- Savigno militante no Campeonato de Excelência
- Calcara Samoggia competindo no Campeonato de Excelência
- US Bazzanese Calcio 1923 A.S.D. ativo no Campeonato de Excelência e maiores de 35 anos

### Handebol
- A seleção feminina local de handebol, Pallamano Bazzano PCB, disputa o campeonato feminino da Série A2

### Ciclismo
Anualmente, Valsamoggia é a sede da corrida de ciclismo Gran Premio Bruno Beghelli